# Totola Gábor
Totola Gábor (Budapest, 1973. december 10. –) olimpiai ezüstérmes magyar párbajtőrvívó.